# علاقات بوروندي الخارجية
كثيرا ما تأثرت علاقات بوروندي مع جيرانها بالمخاوف الأمنية. عبر مئات الآلاف من اللاجئين البورونديين في أوقات مختلفة إلى رواندا وتنزانيا وجمهورية الكونغو الديمقراطية المجاورة. مئات الآلاف من البورونديين موجودون في البلدان المجاورة نتيجة الحرب الأهلية المستمرة. معظمهم، أكثر من 340.000 منذ عام 1993، في تنزانيا. استخدمت بعض الجماعات المتمردة في بوروندي البلدان المجاورة كقواعد لأنشطة المتمردين. أدى الحظر المفروض على بوروندي عام 1993 من قبل دول المنطقة إلى الإضرار بالعلاقات الدبلوماسية مع جيرانها؛ وقد تحسنت العلاقات منذ تعليق هذه العقوبات عام 1999.
بوروندي عضو في العديد من المنظمات الدولية والإقليمية، بما في ذلك الأمم المتحدة والاتحاد الإفريقي وبنك التنمية الإفريقي والفرانكوفونية.